# Protea asymmetrica
Protea asymmetrica är en tvåhjärtbladig växtart som beskrevs av John Stanley Beard. Protea asymmetrica ingår i släktet Protea och familjen Proteaceae. Inga underarter finns listade i Catalogue of Life.